# Diocèse de Blumenau
Le diocèse de Blumenau (en latin, Dioecesis Florumpratensis) est une circonscription ecclésiastique de l'Église catholique au Brésil.
Son siège se situe dans la ville de Blumenau, dans l'État de Santa Catarina. Créé le 19 avril 2000, il est suffragant de l'archidiocèse de Florianópolis et s'étend sur 3 740 km2. En 2024, il devient suffragant de l'archidiocèse de Joinville.
Depuis 2015 son évêque est Rafael Biernaski (de).